# Wouter Mol

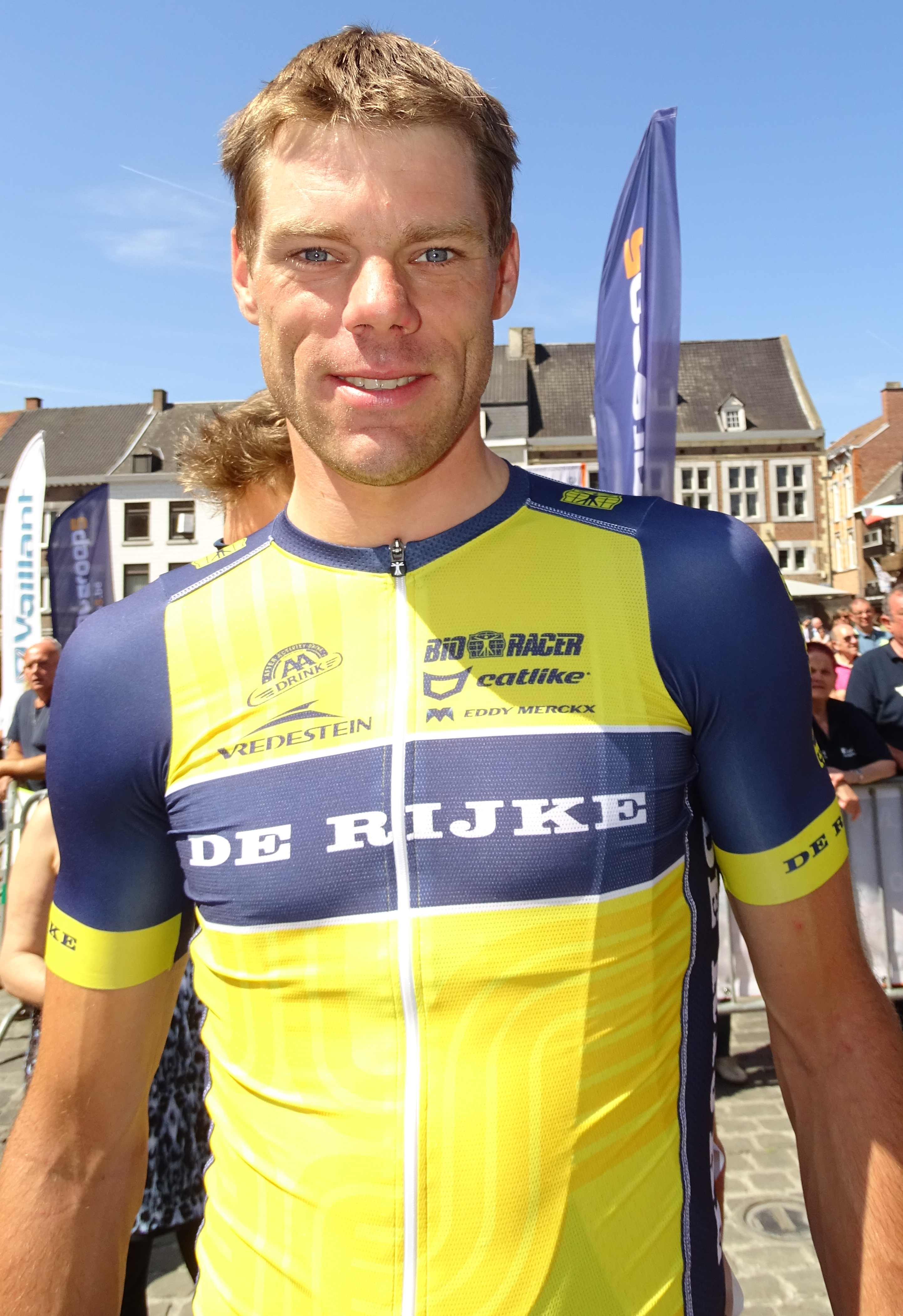
Wouter Mol (2015)

Wouter Mol (* 17. April 1982 in Wognum/Niederlande) ist ein niederländischer Radrennfahrer.
Wouter Mol begann seine Karriere 2004 bei dem Radsportteam Moser-ah.nl. 2005 fuhr er für Skil-Moser und ab 2006 für das niederländische Continental Team Fondas P3. In seiner ersten Saison dort wurde er unter anderem Fünfter bei Nokere Koerse, und er belegte den dritten Rang bei der Ronde van Drenthe. Beim Nationale Sluitingsprijs wurde er Sechster hinter dem Sieger Gorik Gardeyn. Sein erster internationaler Elitesieg gelang ihm beim belgischen Eintagesrennen Meiprijs im Jahr 2007.
Der größte Erfolg seiner Radsportlaufbahn war sein Sieg bei der Tour of Qatar im Jahre 2010. Als er Ende 2013 nach der Auflösung seines Teams Vacansoleil keinen neuen Arbeitgeber fand, beendete er seine Radsportkarriere, bekam aber doch noch einen Vertrag bei Veranclassic-Doltcini.

## Erfolge
2007
- Grote 1-Mei Prijs

2008
- Grand Prix Jef Scherens

2010
- Gesamtwertung Tour of Qatar

2016
- eine Etappe An Post Rás

## Teams
- 2004 Moser-ah.nl
- 2005 Skil-Moser
- 2006–2008 Fondas-P3Transfer
- 2009–2013 Vacansoleil-DCM Pro Cycling Team
- 2014 Math Salden Limburg (bis 28.02.)
- 2014 Veranclassic-Doltcini (ab 01.03.)
- 2015 Cyclingteam Join’s – De Rijke
- 2016 Cyclingteam Join’s – De Rijke